# Just Like Gravity
Just Like Gravity è il secondo album in studio del gruppo musicale statunitense CPR (Crosby, Pevar & Raymond), pubblicato nel 2001.

## Tracce
1. Map to Buried Treasure (David Crosby, Jan Crosby, Jeff Pevar, James Raymond, Andrew Ford, Steve DiStanislao)  – 5:34
2. Breathless (Crosby, Crosby, Pevar, Raymond, Ford, DiStanislao)  – 5:16
3. Darkness (Crosby, Pevar, Raymond) – 3:28
4. Gone Forever (Crosby, Pevar, Raymond) – 6:33
5. Eyes Too Blue (Raymond, Crosby) – 5:10
6. Jerusalem (Raymond) – 5:00
7. Kings Get Broken (Crosby) – 4:10
8. Angel Dream (Crosby, Nash, Raymond) – 6:41
9. Katie Did (Crosby, Jeff Pevar) – 4:02
10. Climber (Crosby) – 6:17
11. Coyote King (Crosby, Crosby, Pevar, Raymond, Ford, DiStanislao) – 5:10
12. Just Like Gravity (Crosby)  – 3:49